# The Original 2 Live Crew
The Original 2 Live Crew è una compilation di materiale inedito e raro del gruppo Southern rap 2 Live Crew.

## Tracce
1. Intro – 9:55
2. 2 Live Nasty Mixx – 6:12
3. Cuttin' It Up – 4:02
4. Fresh Kid Ice is Back – 4:37
5. Freestyle – 3:22
6. Dead Ass Broke – 3:46
7. Serious Conversation – 4:23
8. Tab Ski Cuttin' It Up – 3:35
9. Jack Boy Story – 3:33
10. It's Gotta Be Fresh – 5:49
11. Revelation – 6:00
12. Scratch Bonus Beats – 7:05
13. What I Like (Instrumental) – 3:17
14. Nasty Mix – 4:17
15. From the Vaultz – 3:40